# Jani Lane
Jani Lane, właściwie John Kennedy Oswald (ur. 1 lutego 1964 w Akron, zm. 11 sierpnia 2011 w Woodland Hills w Los Angeles) − amerykański muzyk, wokalista i lider glam rockowego zespołu Warrant, znany z hitów takich jak „Cherry Pie” i „Heaven”.

## Życiorys

### Wczesne lata
Urodził się jako John Kennedy Oswald w Akron w Ohio jako najmłodsze z pięciorga dzieci Eileen i Roberta Oswaldów. Wychowywał się na wschód od Akron w Brimfield w Ohio, wraz ze starszym bratem Erikiem i trzema starszymi siostrami - Marcine, Michelle i Victorią. W wieku sześciu lat sam nauczył się grać na perkusji, gitarze i fortepianie ze słuchu. Dorastał słuchając stacji rockowej WMMS (100,7 FM "The Buzzard") z Cleveland. Wspólnie z bratem i siostrą Vicky i z pomocą rodziców występował z wieloma lokalnymi zespołami. Od jedenastego roku życia jako "Mitch Dynamite" grał na perkusji w klubach. Dzięki zachęcie swojej siostry i jej chłopaka trafił do zespołu "Pokerface". Przez lata czasami grał na perkusji na koncertach w różnych formacjach. W 1982 ukończył Field High School w Brimfield w Ohio. Uczęszczał do Kent State University.

### Kariera
W 1983 roku zmienił swoje personalia na John Patrick Oswald i przeniósł się do Los Angeles. Trzy lata potem dołączył do heavymetalowego zespołu Warrant. W latach 1986–2004 był wokalistą i głównym kompozytorem grupy. Napisał największe przeboje, takie jak "Cherry Pie" czy "I Saw Red". Jednak z powodu nieporozumień z innymi muzykami kilkakrotnie opuszczał zespół. Najpierw w roku 1993, na okres kilkunastu miesięcy, potem z kolei w roku 2004. Cztery lata potem powrócił, a Warrant zagrał serię koncertów w oryginalnym składzie. Po ostatniej trasie muzycy Warrant rozstali się definitywnie, pozostali jednak w dobrych kontaktach, Jani pozwolił muzykom Warrant na granie utworów przez niego napisanych.
Od roku 2000 rozwijał swoją karierę solową. W 2002 wydał debiutancki album "Back Down to One", gdzie zaprezentował się od lżejszej strony. Oprócz tego realizował się jako wokalista sesyjny. W 2007 roku ukazała się jego druga płyta solowa "Photograph". Jego ostatni album "Love the Sin, Hate the Sinner" (2008) został nagrany wspólnie z Saints of the Underground. 
Debiutował w roli aktorskiej jako Vol w komedii Piekielny dzień (High Strung, 1991) u boku Thomasa F. Wilsona, Denise Crosby i Freda Willarda i thrillerze Piekło zza krat (Caged Fear, 1991) z udziałem Davida Keitha i Karen Black. Pojawił się także w kilku programach reality show w telewizji VH1, m.in. Celebrity Fit Club 2 (w lipcu 2005).

### Życie prywatne
Był trzykrotnie żonaty. Podczas realizacji teledysku do utworu zespołu Warrant "Cherry Pie" poznał modelkę Bobbie Jean Brown, którą poślubił 27 lipca 1991 i miał z nią córkę Taylor Jayne Lane (ur. 17 czerwca 1992). W 1993 rozwiódł się i związał z byłą Miss Maryland USA - Rowanne Brewer, z którą się ożenił w 1996 i miał córkę Madison Michelle Lane (ur. 1997). Ich małżeństwo zakończyło się w 2005 roku. Po raz trzeci ożenił się 13 marca 2010 z Kimberly Nash, która 9 miesięcy potem w 2011 roku złożyła pozew rozwodowy. 
Jani Lane miał też problemy z prawem. Kilkakrotnie został zatrzymany za prowadzenie pod wpływem alkoholu, za co ostatecznie musiał spędzić w więzieniu 120 dni.
11 sierpnia 2011 roku został znaleziony martwy w hotelu w Woodland Hills w Los Angeles. Przyczyną śmierci było zatrucie alkoholem. Na miejscu znaleziono tabletki i alkohol. Miał 47 lat.